# Healy (Alaska)
Healy ist ein census-designated place (CDP) in Alaska in den Vereinigten Staaten und der Verwaltungssitz (Borough Seat) von Denali Borough. Bei Healy mündet der Healy Creek rechtsseitig in den Nenana River. Das U.S. Census Bureau hat bei der Volkszählung 2020 eine Einwohnerzahl von 966 ermittelt.

## Demografie
Zum Zeitpunkt der Volkszählung im Jahre 2000 hatte Healy 1000 Einwohner auf einer Landfläche von 1732,7 km², das entspricht ca. 0,58 Einwohner pro Quadratkilometer. Das Durchschnittsalter betrug 38,3 Jahre (nationaler Durchschnitt der USA: 35,3 Jahre). Das Pro-Kopf-Einkommen (engl. per capita income) lag bei 28.225 US-Dollar (nationaler Durchschnitt der USA: 21.587 US-Dollar). 4,9 % der Einwohner lagen mit ihrem Einkommen unter der Armutsgrenze (nationaler Durchschnitt der USA:12,4 %). 21,7 % der Einwohner sind deutschstämmig.

## Sonstiges
Das Gebiet liegt in der Nähe des Denali-Nationalparks. Hierdurch bedingt ist der National Park Service ein wichtiger Arbeitgeber des CPD Healy.
Seit 1980 ist Healy ein census-designated place (CDP). 1992 verstarb nahe Healy der Aussteiger Christopher McCandless an Auszehrung, was im Buch Into the Wild von John Krakauer und im gleichnamigen Film Into the Wild verarbeitet wurde.